# 皮皮兰
皮皮兰（法語：Pupillin）是法国汝拉省的一个市镇，位于该省中北部，属于隆斯勒索涅区。该市镇总面积6.61平方公里，2009年时的人口为250人。

## 人口
皮皮兰人口变化图示